# Santa Barbara (Iloilo)
Santa Barbara is een gemeente in de Filipijnse provincie Iloilo op het eiland Panay. Bij de laatste census in 2010 telde de gemeente ruim 55 duizend inwoners.

## Geografie

### Bestuurlijke indeling
Santa Barbara is onderverdeeld in de volgende 60 barangays:
| - Agusipan - Agutayan - Bagumbayan - Balabag - Balibagan Este - Balibagan Oeste - Ban-ag - Bantay - Barangay Zone I - Barangay Zone II - Barangay Zone III - Barangay Zone IV - Barangay Zone V - Barangay Zone VI - Barasan Este - Barasan Oeste - Binangkilan - Bitaog-Taytay - Bolong Este - Bolong Oeste | - Buayahon - Buyo - Cabugao Norte - Cabugao Sur - Cadagmayan Norte - Cadagmayan Sur - Cafe - Calaboa Este - Calaboa Oeste - Camambugan - Canipayan - Conaynay - Daga - Dalid - Duyanduyan - Gen. Martin T. Delgado - Guno - Inangayan - Jibao-an - Lacadon | - Lanag - Lupa - Magancina - Malawog - Mambuyo - Manhayang - Miraga-Guibuangan - Nasugban - Omambog - Pal-Agon - Pungsod - San Sebastian - Sangcate - Tagsing - Talanghauan - Talongadian - Tigtig - Tungay - Tuburan - Tugas |

## Demografie
Santa Barbara had bij de census van 2010 een inwoneraantal van 55.472 mensen. Dit waren 4.397 mensen (8,6%) meer dan bij de vorige census van 2007. Ten opzichte van de census van 2000 was het aantal inwoners gegroeid met 9.396 mensen (20,4%). De gemiddelde jaarlijkse groei in die periode kwam daarmee uit op 1,87%, hetgeen lager was dan het landelijk jaarlijks gemiddelde over deze periode (1,90%).

De bevolkingsdichtheid van Santa Barbara was ten tijde van de laatste census, met 55.472 inwoners op 131,96 km², 420,4 mensen per km².

## Geboren in Santa Barbara
- Martin Delgado (11 november 1858), generaal in Filipijnse Revolutie (overleden 1918).